# Tao Tao - Il piccolo panda
Tao Tao - Il piccolo panda (タオタオ絵本館?, Taotao ehonkan sekai doubutsu-banashi) è una serie anime giapponese del 1983. In Italia è stata trasmessa dalla Rai tra il 1986 e il 1987, ma durante la stagione televisiva 1993-1994 di nuovo su Rai 2.
La sigla italiana del cartone è stata scritta da Francesco Maltarello (testo) e Paolo Zavallone (musica). La sigla è stata registrata dal coro di Vince Tempera.

## Trama
Tao Tao è un piccolo panda che vive con la madre nel bosco. In ogni puntata, allo scopo di dargli insegnamenti morali, la mamma di Tao Tao gli racconta una fiaba; ogni episodio risulta nei fatti la trasposizione di una fiaba della tradizione folklorica mondiale (si va da quelle europee come Il brutto anatroccolo a quelle giapponesi), mentre le avventure di Tao Tao, di sua madre e della sua amica scimmietta fungono solo da cornice.

## Episodi

### Prima stagione
| Nº | Giapponese 「Kanji」 - Rōmaji                        | In onda          | In onda |
| Nº | Giapponese 「Kanji」 - Rōmaji                        | Giapponese       |         |
| 1  | 「カラスの赤帽子」 - Karasu no aka boushi            | 7 ottobre 1983   |         |
| 2  | 「サギとチョウの冒険」 - Sagi to chou no bouken      | 14 ottobre 1983  |         |
| 3  | 「いつまでも風見鶏」 - Itsumademo kazamidori         | 21 ottobre 1983  |         |
| 4  | 「鳥たちの楽園」 - Tori-tachi no rakuen              | 28 ottobre 1983  |         |
| 5  | 「妖精の条件」 - Yousei no jouken                    | 4 novembre 1983  |         |
| 6  | 「池の小魚 海へ行く」 - Chi no shou sakana umi e iku | 11 novembre 1983 |         |
| 7  | 「犬の欲ばりごっこ」 - Ken no yokubari gokko         | 18 novembre 1983 |         |
| 8  | 「がんばれ子ブタ」 - Ganbare kobuta                  | 25 novembre 1983 |         |
| 9  | 「雨になったシマウマ」 - Ame ni natta shimauma       | 2 dicembre 1983  |         |
| 10 | 「おしゃべりガメ」 - Oshaberi game                   | 9 dicembre 1983  |         |
| 11 | 「北風と白フクロウ」 - Kitakaze to shiro fukurou     | 16 dicembre 1983 |         |
| 12 | 「虹の鳥」 - Niji no tori                            | 23 dicembre 1983 |         |
| 13 | 「アヒルの変身」 - Ahiru no henshin                  | 30 dicembre 1983 |         |
| 14 | 「ネコの計略」 - Neko no keirya ku                   | 6 gennaio 1984   |         |
| 15 | 「魚のお礼」 - Sakana no orei                        | 13 gennaio 1984  |         |
| 16 | 「ホタルの不思議な木」 - Hotaru no fushigi na ki     | 20 gennaio 1984  |         |
| 17 | 「ウサギのとんち」 - Usagi no tonchi                 | 27 gennaio 1984  |         |
| 18 | 「ワニの王様」 - Wani no ousama                      | 3 febbraio 1984  |         |
| 19 | 「いじわるガエル」 - Ijiwaru gaeru                   | 10 febbraio 1984 |         |
| 20 | 「足のないヘビ」 - Ashi no nai hebi                  | 17 febbraio 1984 |         |
| 21 | 「うぬぼれ白らくだ」 - Unubore shiro rakuda          | 24 febbraio 1984 |         |
| 22 | 「動物の会議」 - Doubutsu no kaigi                   | 2 marzo 1984     |         |
| 23 | 「コウモリも楽じゃない」 - Koumori mo raku ja nai    | 9 marzo 1984     |         |
| 24 | 「イノシシとハリネズミ」 - Inoshishi to harinezumi   | 16 marzo 1984    |         |
| 25 | 「着飾ったハゲタカ」 - Kikazatta hagetaka            | 23 marzo 1984    |         |
| 26 | 「ネズミの求婚」 - Nezumi no kyuukon                 | 30 marzo 1984    |         |

### Seconda stagione
| Nº | Giapponese 「Kanji」 - Rōmaji                             | In onda          | In onda |
| Nº | Giapponese 「Kanji」 - Rōmaji                             | Giapponese       |         |
| 27 | 「カエルのお仲人さん」 - Kaeru no onakoudo-san            | 9 ottobre 1984   |         |
| 28 | 「また逢えるねツバメくん」 - Mata aeru ne tsubame-kun     | 16 ottobre 1984  |         |
| 29 | 「田舎ネズミと都会ネズミ」 - Inaka nezumi to tokai nezumi | 23 ottobre 1984  |         |
| 30 | 「野ネズミの友情」 - No nezumi no yuujou                  | 30 ottobre 1984  |         |
| 31 | 「キツネに狙われたサギ」 - Kitsune ni nerawareta sagi     | 6 novembre 1984  |         |
| 32 | 「犬とネコの旅立ち」 - Ken to neko no tabidachi           | 13 novembre 1984 |         |
| 33 | 「しっぽ自慢のウサギ」 - Shippo jiman no usagi            | 20 novembre 1984 |         |
| 34 | 「牽牛と織姫」 - Kengyuu to orihime                       | 27 novembre 1984 |         |
| 35 | 「１２カ月の精と子ジカ」 - 12 kagetsu no sei to kojika    | 4 dicembre 1984  |         |
| 36 | 「黄金の鳥とウサギ」 - Ougon no tori to usagi             | 11 dicembre 1984 |         |
| 37 | 「ネズミの恩返し」 - Nezumi no ongaeshi                   | 18 dicembre 1984 |         |
| 38 | 「二人をこらしめたカメ」 - Futari wo korashimeta kame     | 25 dicembre 1984 |         |
| 39 | 「目立ちたがりやのサル」 - Medachita gariya no saru       | 8 gennaio 1985   |         |
| 40 | 「アリとバイオリン弾き」 - Ari to baiorin hajiki          | 15 gennaio 1985  |         |
| 41 | 「アライグマの知恵」 - Araiguma no chie                   | 22 gennaio 1985  |         |
| 42 | 「竜神とラッコ」 - Ryuujin to rakko                       | 29 gennaio 1985  |         |
| 43 | 「リスが助けたお姫さま」 - Risu ga tasuketa ohimesama     | 5 febbraio 1985  |         |
| 44 | 「天の国の白い象」 - Ten no kuni no shiroi zou            | 12 febbraio 1985 |         |
| 45 | 「太陽になりたかった犬」 - Taiyou ni naritakatta inu      | 19 febbraio 1985 |         |
| 46 | 「コウノトリになった王様」 - Kounotori ni natta ousama    | 26 febbraio 1985 |         |
| 47 | 「カミキリ虫の願いごと」 - Kamikiri chuu no negaigoto     | 5 marzo 1985     |         |
| 48 | 「クモの不思議な糸」 - Kumo no fushigi na ito             | 12 marzo 1985    |         |
| 49 | 「ゆかいな動物バンド」 - Yukaina doubutsu bando           | 19 marzo 1985    |         |
| 50 | 「天国から落ちたクマ」 - Tengoku kara ochita kuma         | 26 marzo 1985    |         |
| 51 | 「クマさんの小鳥さがし」 - Kuma-san no kotori sagashi     | 2 aprile 1985    |         |
| 52 | 「トックとムーの仲なおり」 - Tokku to muu no naka naori   | 9 aprile 1985    |         |